# هيرنان لوبيز (لاعب كرة قدم)
هيرنان لوبيز (بالإسبانية: Hernán López Muñoz)‏ هو لاعب كرة قدم أرجنتيني في مركز الوسط، ولد في 7 سبتمبر 2000 في Villa del Parque ‏ في الأرجنتين. لعب مع ريفر بليت.

## وصلات خارجية
- هيرنان لوبيز (لاعب كرة قدم) على موقع الدوري الأمريكي (الإنجليزية)
- هيرنان لوبيز (لاعب كرة قدم) على موقع إي إس بي إن إف سي (الإنجليزية)
- هيرنان لوبيز (لاعب كرة قدم) على موقع قاعدة بيانات كرة القدم.إي يو (الإنجليزية)
- هيرنان لوبيز (لاعب كرة قدم) على موقع Soccerbase.com (لاعب) (الإنجليزية)
- هيرنان لوبيز (لاعب كرة قدم) على موقع Soccerway.com (الإنجليزية)
- هيرنان لوبيز (لاعب كرة قدم) على موقع عالم كرة القدم.نت (الإنجليزية)